# Nomcebo Zikode
Nomcebo Zikode (Hammarsdale, KwaZulu-Natal, 1984) també coneguda pel seu monònim Nomcebo, és una cantant i compositora sud-africana, activa des de 2003.
És coneguda per la seva col·laboració amb DJ Ganyani en el seu exitós senzill «Emazulwini» i, a escala mundial, per a l'èxit del senzill gòspel «Jerusalema» junts amb Master KG.
A l'inici de la seva carrera durant més de quinze anys va treballar principalment com a cantant de suport per a altres artistes sud-africans com Deborah Fraser, Zahara, Lundi Tyamara i Nhlanhla Nciza. L'èxit mundial de «Jerusalema», cantada en l'estil de música gòspel-house va significar un gir important en la seva carrera.

## Discografia
- Xola Moya Wam (2020)